# Raffael und Dürer am Throne der Kunst
Das Gemäldetransparent Raffael und Dürer am Throne der Kunst ist ein Werk des Deutschrömers Adam Eberle (1804–1832). Es wurde zerstört und ist nur durch die Kopie Johann Philipp Walters der Nachwelt erhalten. Das Transparent war letzte Teil eines siebenteiligen Bilderzyklus, der speziell für ein Fest zu Ehren Dürers, das 1828 in Nürnberg stattfand, angefertigt wurde. Verschiedene Künstler wirkten daran mit. Es ist das zentrale Gemälde der sieben und zeigt eine nazarenische Apotheose Raffaels und Dürers. Die beiden prominentesten Stilvorbilder der Nazarener wurden so miteinander in Verbindung gesetzt.

## Bildinhalt
Im Gegensatz zu den anderen der sieben Transparente, die historisch-reale Ereignisse aus dem Leben Dürers zeigen, stellt dieses Gemäldetransparent keinen realistischen Anspruch.
Es zeigt, in der Mitte des Bildes, die Kunst als personifiziertes Mädchen, in antikisierender Kleidung und einem Lorbeerkranz auf dem Haupt, der von einem Strahlenkranz eingerahmt wird. Sie sitzt, weit über dem Boden, auf einem mit vielen Ornamenten geschmückten Thron. Zu ihrer Rechten steht Raffael, in einem Dreiviertelprofil, der sich mit seiner linken Hand an die Brust greift und mit der linken Dürer auf der anderen Bildseite seine Hand reicht. Dürer ebenfalls im Dreiviertelprofil, ist wie Raffael stehend und mit einem nazarenischen Haarschnitt und Lorbeerkranz in seinem Haar abgebildet. Die personifizierte Kunst notiert die Namen der beiden vor ihr knienden Künstler in eine Steintafel und macht sie damit unsterblich und für die Nachwelt auf ewig erhalten. Hinter den Künstlern stehen jeweils vier weitere Personen, von denen lediglich die von Michael Wohlgemut, hinter Dürer und Perugino hinter Raffael als solche identifiziert werden können. Eberle übernahm die Idee von Friedrich Overbeck, die Städte, in denen Dürer und Raffael vornehmlich gewirkt haben, hinter ihnen als Abbreviatur darzustellen. Gut erkennbar sind der Petersdom in Rom und die Nürnberger Burg. Der schematische Aufbau des Transparents erinnert an den italienischen Bildtypus der sogenannten Sacra (Santa) Conversazione.
Unter dem Gemälde, war ursprünglich eine Predella angebracht, die nach einer Idee Ferdinand Fellners gemalt wurde. Sie wurde, wie auch das Transparent zerstört und lässt sich daher in ihrer Gesamtheit nur noch schwer nachvollziehen. Zum Thema hatte sie eine komplizierte Allegorie, in der der Genius Raffaels, mit einem Paradiesvogel hinter sich Blumen auf einer Wiese pflückt, während rechts der Genius Dürers, durch eine Eule und dem Spruch bet‘ und arbeit, symbolisiert worden war.

## Hintergrund
Das Bildprogramm des Transparenten-Zyklus von 1828, sollte ausschließlich reale Ereignisse aus Dürers Leben wiedergeben. Jedoch löste sich dieses vierte Bild, mit einer versinnbildlichten Apotheose Raffaels und Dürers, von diesem biographischen Ansatz. Dies war hauptsächlich auf die Forderung des Nazareners Peter von Cornelius zurückzuführen, der statt einer Atelierszene, eine Darstellung mit „höhere(m) poetischen Schwung“ forderte. Außerdem äußerste Cornelius weiterhin die Frage, wie Raffael bei einem Feste der Verherrlichung Dürers fehlen könne und schlug daraufhin ein ähnliches Schema vor, dass zuerst bei Friedrich Overbeck (1810) und dann Franz Pforr (1817) verwendet wurde, nämlich eine Art „Dürer-Apotheose“ an der Seite von Raffael, vor dem Throne der personifizierten Kunst. Overbeck und Pforr entwickelten dieses Grundschema, angelehnt an W.H. Wackenroders Vision in seinen Herzensergießungen eines kunstliebenden Klosterbruders „. . . und siehe! da stan den abgesondert von allen, Raffael und Albrecht Dürer Hand in Hand“ für ein früheres Dürerfest in der Villa Schultheiß in Rom im Jahr 1818. Dürer und Raffael fungieren für die Nazarener als Idealkünstler, die scheinbar als Archetypen der Symbolisierung ihrer eigenen Werte galten. Nämlich eine Erneuerung der Kunst im Sinne des katholischen Christentums, wobei ihnen der alte italische Meister Raffael und deutsche Meister Albrecht Dürer als Vorbilder dienten.